# Saletara panda
Saletara panda is een vlindersoort uit de familie van de Pieridae (witjes), onderfamilie Pierinae.
Saletara panda werd in 1819 beschreven door Godart.